# Montione
Montione, nota anche come Badia, è una località del comune italiano di Cascina, nella provincia di Pisa, in Toscana.

## Geografia fisica
Montione è situato nella piana dell'Arno, lungo la strada statale 67 Tosco-Romagnola tra Pisa e Cascina. La frazione è compresa nella vasta area urbana di Pisa e confina senza soluzione di continuità con i quartieri pisani di Oratoio e Riglione a ovest, con Titignano a sud, a nord con Pettori e con San Lorenzo alle Corti a est.

## Storia
I primi documenti circa la località di Montione risalgono al periodo alto-medievale. Al 30 aprile 780 risalgono infatti i documenti riguardanti la fondazione del "monastero di San Savino di Montione", posto a difesa e aiuto della "veneranda chiesa del Beatissimo San Savino di Ceragiolo". Quest'ultima, distrutta da una piena dell'Arno nel 1115, venne ricostruita nella sede attuale tra il 1118 e il 1134. Montione è menzionato anche in due documenti redatti a Pisa del 31 marzo 1057 e del 29 ottobre 1161. Nelle campagne di Montione, presso la badia di San Savino, fu combattuta il 28 luglio 1364 la celebra battaglia di Cascina, tra Fiorentini e Pisani.

## Monumenti e luoghi d'interesse

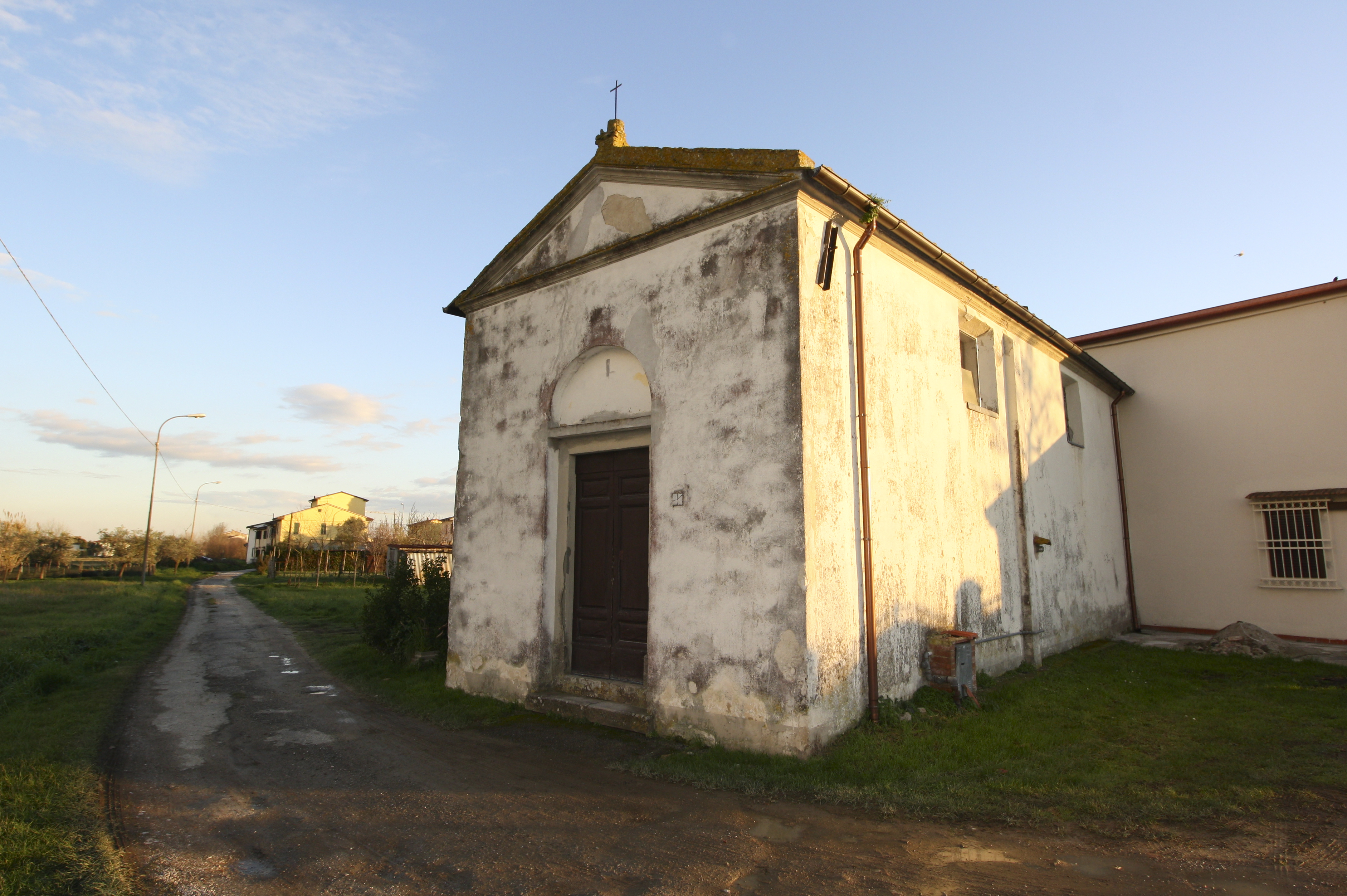
La chiesa di San Donato

- Abbazia di San Savino, comunemente nota come "la Badia",[4] è il principale elemento architettonico della frazione, risalente al periodo alto-medievale.[3] Il campanile, abbattuto dai tedeschi in ritirata il 15 luglio 1944, fu poi ricostruito negli anni novanta.[4] Intorno alla chiesa si trovano gli edifici dei servizi del monastero, imponenti costruzioni che ospitavano in origine i magazzini, le stalle e le officine ed adesso alienate a privati.[4]
- Chiesa di San Donato,[5] di origine medievale, fu modificata più volte nel corso dei secoli, con tanto di cambiamento nell'orientamento, oggi rivolta a sud.[4] Le ultime ristrutturazioni risalgono al 1864.[4] Sul tetto svetta un caratteristico campanile a vela.[4]